# Hygroamblystegium aquaticum
Hygroamblystegium aquaticum là một loài Rêu trong họ Amblystegiaceae. Loài này được (Broth. & Paris) Broth. mô tả khoa học đầu tiên năm 1908.